# Какво искат момичетата
„Какво искат момичетата“ (на английски: What a Girl Wants) е американска романтична комедия от 2003 г., в която участват Аманда Байнс, Оливър Джеймс, Колин Фърт и Кели Престън.
Филмът е римейк на творбата на Уилям Дъглас-Хоум – „Непокорната дебютантка“ (The Reluctant Debutante) от 1958 г., базиран на неговата пиеса със същото име.

## Сюжет
Внимание:  Текстът по-долу разкрива сюжета на произведението (или части от него)!
Дафни Рейнолдс (Аманда Байнс) има всичко, което едно момиче може да иска или поне така изглежда. Това американско момиче има собствен уникален стил, необичайна но всеотдайна връзка със своята майка Либи (Кели Престън) и бъдеще изпълнено с възможности.
Тя мечтае един ден да се срещне с баща си, мъжът когото Либи е обичала дълбоко преди 17 години, но трябвало да напусне защото аристократичното му семейство я намерило за неподходяща за него. Един ден Дафни изморена и отегчена от живота без баща решава да замине за Лондон и да намери баща си. Момичето бързо открива, че баща ѝ е много известният политик Лорд Хенри Дашууд (Колин Фърт). Когато Хенри разбира, че има дъщеря той я допуска до живота си с риск да навреди на кариерата си, но появата на Дафни заплашва да предизвика точно това. За да не попречи на кампанията на баща си за предстоящите избори Дафни трябва започне да се държи както подобава на едно изискано английско момиче. Годеницата на Хенри и завистливата ѝ дъщеря всячески се стремят да съсипят Дафни.
С помощта на Иън (Оливър Джеймс), чаровен местен музикант, Дафни се опитва да докаже, че любовта вървяща с подходящ речев етикет, може да победи всичко. Но скоро девойката осъзнава, че не харесва човека, в който е започнала да се превръща. Колкото и силно да иска да бъде с баща си, тя разбира че не си струва, ако не може да бъде себе си. Тя се прибира обратно вкъщи в Америка, но Хенри осъзнава колко много обича дъщеря си и тръгна да я търси. Филмът свършва като майката на Дафни официално се омъжва за баща ѝ. Те се преместват да живеят в къщата на Хенри.

## Любопитни факти
Филмът излиза точно когато започва войната с Ирак, което кара Warner Brothers да сменят постера му, защото оригиналния плакат показва Аманда Байнс, демонстрираща символ за мир. Постерът е променен, за да може този знак да бъде премахнат. От студиото не искали никой да си мисли, че афишът е против войната.